# Theodor Unger (Architekt)
Theodor Unger (* 29. Juni 1846 in Hannover; † 29. März 1912 ebenda; vollständiger Name: Theodor Louis Ferdinand Unger) war ein deutscher Architekt, Stadtplaner und Bau-Fachautor. Der Vertreter der Neugotik der Wiener Schule dokumentierte als Chronist des Baugeschehens in Hannover insbesondere die größtenteils verloren gegangene Architektur des 19. Jahrhunderts.

## Leben

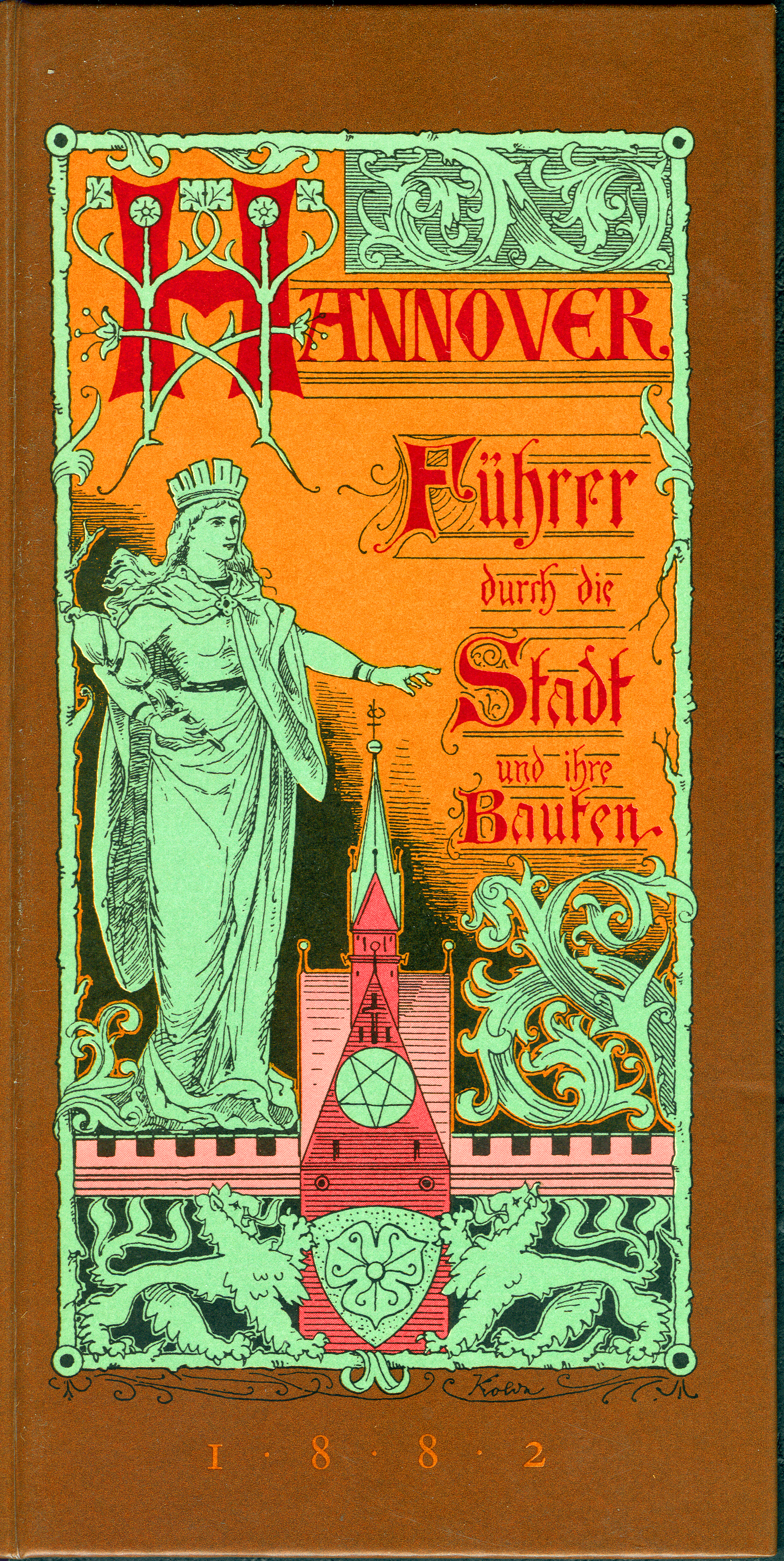
Buchdeckel für Ungers Architekturführer Hannover. Führer durch die Stadt und ihre Bauten von 1882
mit Künstlersignatur des Architekten Max Kolde

Theodor Unger besuchte – noch zur Zeit des Königreichs Hannover – von 1863 bis 1866 die Polytechnische Schule Hannover. Anschließend studierte er von 1867 bis 1870 an der Akademie der bildenden Künste Wien bei Friedrich von Schmidt.
1870 arbeitete Unger für Adelbert Hotzen als Bauleiter bei der Restaurierung der Kaiserpfalz Goslar.
1870 ließ sich Unger als selbstständiger Architekt in Hannover nieder und verfasste seitdem Entwürfe und Publikationen zu städtebaulichen Fragen für die Stadt (siehe Weitere Bauten), darunter etwa einen Vorschlag für eine Ringstraße um die Altstadt und die Calenberger Neustadt von Hannover mit der Anlage eines ersten Maschsees in der Aegidenmasch (so nicht realisiert). Hier ergänzte er die vorgeschlagene Ringstraße im Süden nach dem Vorbild des Beckens der Hamburger Außenalster mit zwei Wasserbassins im Bereich des heutigen Maschparks.
1878 verfasste Theodor Unger den Katalog über die Beiträge der Architekten auf der Provinzial-Gewerbe-Ausstellung.
Beim Besuch des Kaisers in Hannover 1889 war Unger an der Ausgestaltung der Festarchitekturen der Stadt beteiligt.
Theodor Unger war langjähriger Vorsitzender des Architekten- und Ingenieur-Vereins Hannover sowie der Hannoverschen Musikakademie. Er lieferte zahlreiche Gutachten insbesondere zur Raumakustik.
Unger war ein bedeutender Chronist des Baugeschehens in Hannover. Die Architektur des 19. Jahrhunderts, die heute zum größten Teil verloren ist, dokumentierte er 1882 im ersten Architekturführer der Stadt (Hannover. Führer durch die Stadt und ihre Bauten. – siehe Schriften), der noch heute eine wichtige Quelle zur lokalen Architekturgeschichte ist. Für diesen Band verfasste Unger Beiträge zur Hannoverschen Architekturschule, während Hubert Stier die Bauten der Neorenaissance behandelte.
Theodor Unger wurde in Bremen feuerbestattet.

## Familie
Theodor Ungers Sohn Walther Unger (* 1. März 1876 in Hannover) wurde nach seinem Musikstudium Dirigent und leitete ab 1926 in Berlin die dortige Filiale des Klavierbauers Grotrian-Steinweg.

## Werk

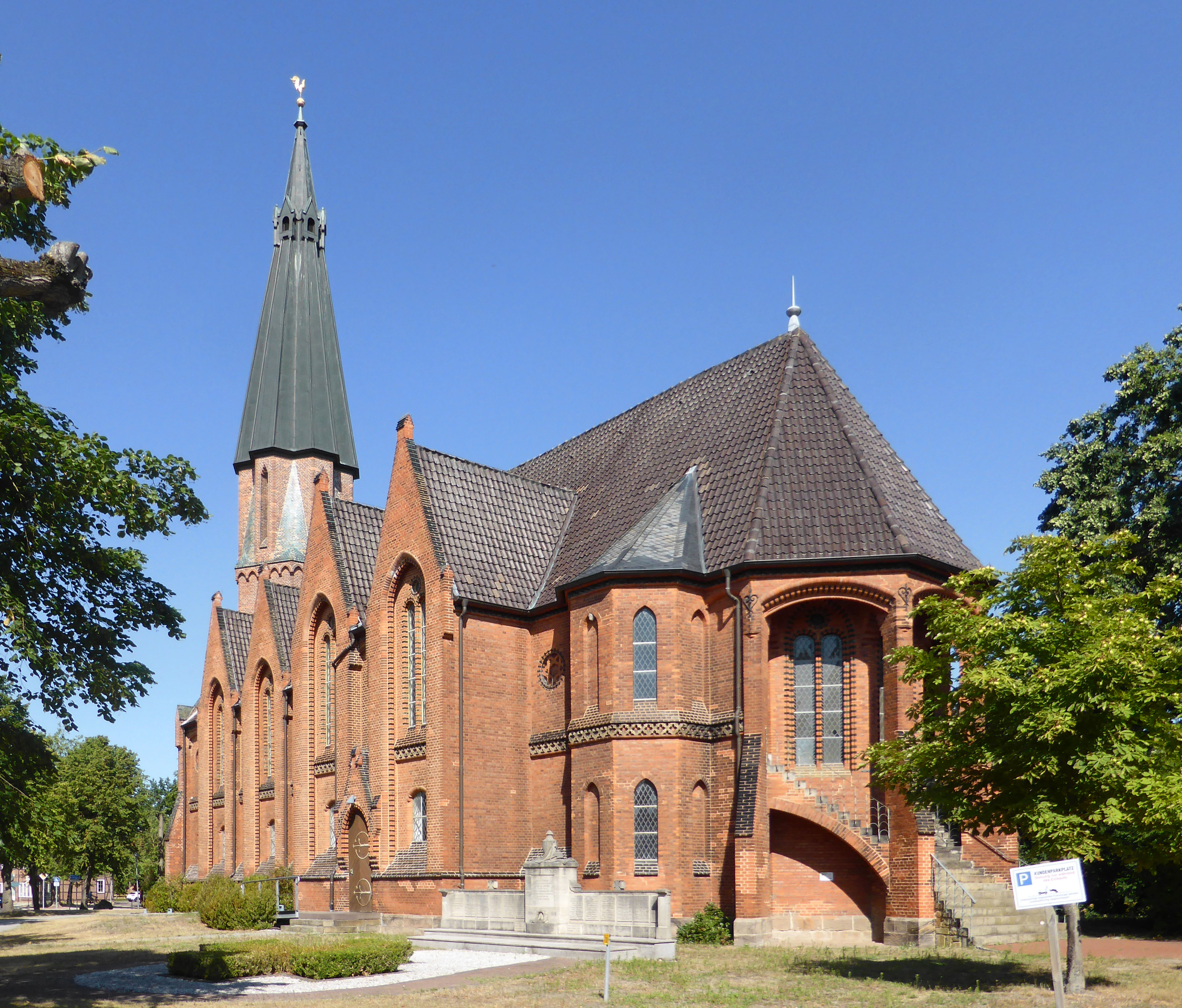
St.-Marien-Kirche in Isenbüttel

### Bauten
Nach den Luftangriffen auf Hannover im Zweiten Weltkrieg und den Abrissen in der Nachkriegszeit hat sich heute in der niedersächsischen Landeshauptstadt keiner der Bauten Ungers erhalten.
- 1872–1874: Kirche in Isenbüttel
- 1888–1890: Verwaltungsgebäude der Vereinigten Landschaftlichen Brandkasse in Hannover am Schiffgraben

Das Gebäude galt als Ungers bedeutendstes Bauwerk in Hannover, es wurde 1910 durch Emil Lorenz erweitert und 1969 zugunsten eines Neubaus der VGH Versicherungen abgebrochen.

### Städtebauliche Wettbewerbe und Entwürfe
Theodor Unger nahm häufig an Architektenwettbewerben im Aufgabenbereich des Städtebaus teil. 
- 1872 bis 1875 in Hannover:
  - Entwurf für die Wohnhausgruppe Akazienstraße als „malerische Straßenanlage“
  - Bebauung an der Marktstraße und der Karmarschstraße
- 1883: zwei Wettbewerbsentwürfe eines Bebauungsplans für das Auefeld bei Kassel (prämiert mit dem 1. und dem 2. Preis)[7]
- 1888: Bebauungsplan für die Südstadt von Hannover
- 1889: städtebauliche Entwürfe für die Aegidienmasch und eine „Wald-Ringstraße“ in Hannover

### Schriften
- Theodor Unger (Bearb.): Die kunstgewerbliche Ausstellung des Hannoverschen Architekten- und Ingenieur-Vereins auf der Allgemeinen Gewerbe-Ausstellung der Provinz Hannover für 1878. Spezial-Catalog, bearbeitet im Auftrag der Vereins-Commission, Katalog zu den Beiträgen der Architekten zur Provinzial-Gewerbeausstellung 1878, Allgemeine Gewerbe-Ausstellung der Provinz Hannover: [Hanau], 1878
- Architekten- und Ingenieur-Verein Hannover (Hrsg.), Theodor Unger (Red.): Hannover. Führer durch die Stadt und ihre Bauten. Festschrift zur fünften Generalversammlung des Verbandes Deutscher Architekten-Ingenieurvereine. Klindworth, Hannover 1882.

als Nachdruck: Curt R. Vincentz Verlag, Hannover 1978, ISBN 3-87870-154-3.
als Nachdruck: Europäischer Hochschulverlag, Bremen 2011, ISBN 978-3-86741-493-7; teilweise online über Google-Bücher